# إيفا غونزاليس (كاتبة)
إيفا غونزاليس (بالإسبانية: Eva González Fernández)‏ هي كاتِبة إسبانية، ولدت في 17 يناير 1918 في Palacios del Sil ‏ في إسبانيا، وتوفيت في 25 أبريل 2007 في ليون في إسبانيا.